# Hellerup Strand
Hellerup Strand er en godt 100 meter lang strand i Hellerup, der ligger ud til Øresund. Stranden strækker sig fra Hellerup Havn ved Strandparksvej, forbi Onsgårdsvej og godt 100 meter mod nord til Lille Strandvej.
Hellerup Strand grænser op til Rosenhaven, der er en del af Hellerup Strandpark.